# (1054) Forsytia
 (1054) Forsytia  és un asteroide descobert el 20 de novembre de 1925 per l'astrònom alemany Karl William Reinmuth a Heidelberg. Deu el seu nom al gènere Forsythia d'arbusts amb flor.